# 另一个世界 (游戏)
《另一个世界》是一款由Éric Chahi设计的平台类游戏，游戏最初于1991年发行。后不断移植至多个平台。

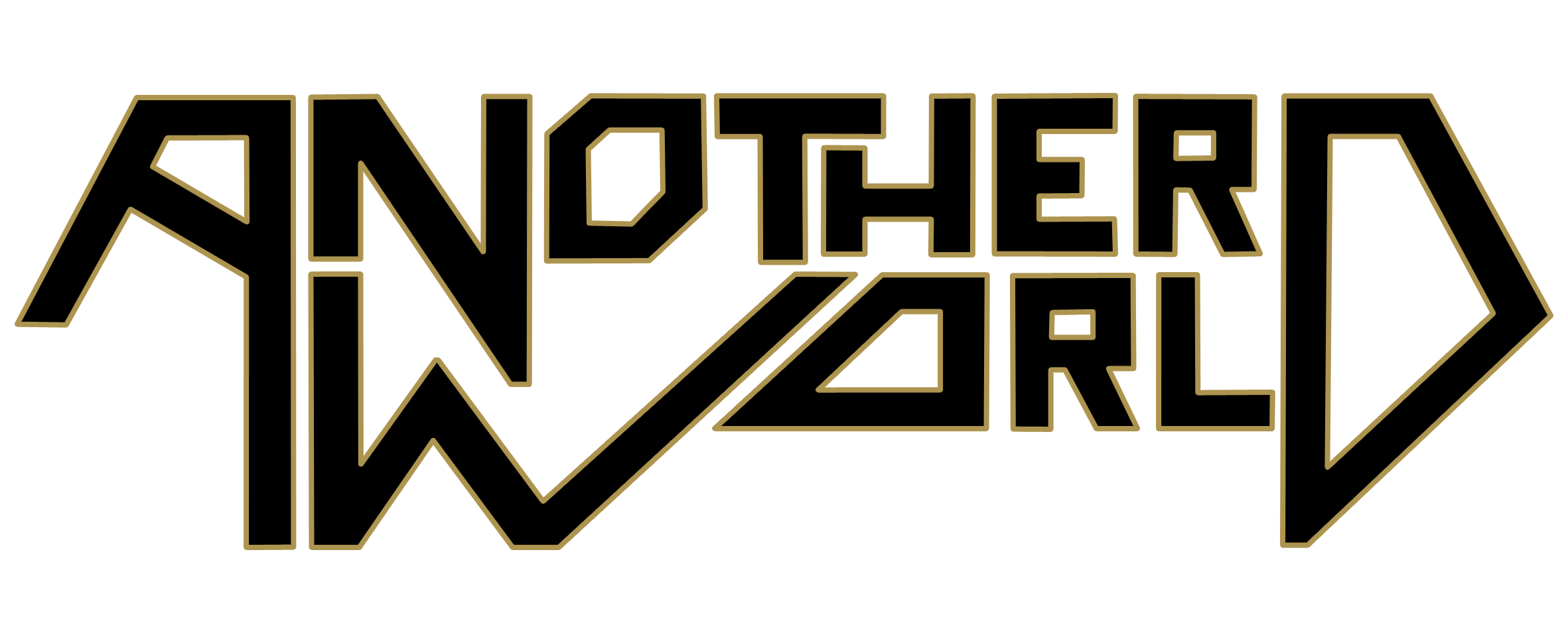
Another World

游戏的主要创新是使用了电影风格，给人以现实和剧情画面的感觉。
游戏获得商业成功，在20世纪90年代共售出约100万份。